# Anapleus nomurai
Anapleus nomurai är en skalbaggsart som beskrevs av Ôhara 1994. Anapleus nomurai ingår i släktet Anapleus och familjen stumpbaggar. Inga underarter finns listade i Catalogue of Life.